# Pachypatella alsophilae
Pachypatella alsophilae är en svampart som först beskrevs av Marjan Raciborski, och fick sitt nu gällande namn av Theiss. & Syd. 1915. Pachypatella alsophilae ingår i släktet Pachypatella och familjen Parmulariaceae.   Inga underarter finns listade i Catalogue of Life.